# Magyar Úszó Szövetség
A Magyar Úszószövetség (saját elnevezése szerint Magyar Úszó Szövetség, MÚSZ) 1907-ben alakult sportági szakszövetég, amelynek célja a magyarországi úszósport feladatainak ellátása, versenyeinek lebonyolítása, az úszóegyesületek és egyéb szervezetek munkájának összehangolása, valamint a tagság érdekvédelme. A szövetség tagjai sportszervezetek. A feladatok ellátásához szükséges anyagi fedezetet a tagok által befizetett tagdíjak, a szponzorok által biztosított támogatás és (2013-ban 736,5 millió forint összegben) az adófizetők pénzéből adott költségvetési támogatás biztosítja. A szakszövetség legfőbb döntéshozó testülete a közgyűlés, legfőbb tisztségviselője az elnök; az operatív irányítást a főtitkár végzi.

## Története
A magyar úszósport legfőbb sporthatósága. Sokáig a vízilabda felügyeletét is ellátta. A szövetség megalakulást megelőző időkben 1902-től kezdve a Magyar Atlétikai Szövetség (MASZ) kebelében alakított úszószakosztály irányította a magyar úszósportot, amely eleinte elhagyatottan és árván igyekezett a MASZ kebelében tömörült többi sportágak után. Csak a magyar úszósportnak az Amerikában, St. Louisban rendezett, a III., az 1904. évi nyári olimpiai játékokon elért győzelmek (egyben világbajnokság) – Halmay Zoltán kétszeres olimpiai bajnok, Kiss Géza ezüst- és bronzérmes – terelte a figyelmet az úszósportra. A Magyar Úszóegyesületnek a MASZ-ba 1904-ben történt visszalépése és a Magyar Testgyakorlók Körének (MTK) csatlakozása adott hatalmas lökést az úszás sportjának. Még ebben az évben kiírásra került az első országos pólóbajnokság, majd 1905-től kezdve az országos úszóbajnokságok is, eleinte a kötött úszásnemek kivételével. A folyambajnokságok 1907-től kerülnek kiírásra. Ebben az évben az úszósport már elég erősnek érezte magát ahhoz, hogy önállóan irányítsa a sportágat. A MASZ nem gördített akadályt az önállóvá váláshoz. A szövetség szervezetét 12 kerület alkotta (Budapest és vidék). Az új szövetség az úszósport fejlesztésén kívül programjára tűzte a kötelező úszásoktatást, az úszómesterképzést és a vízből mentés feladatainak megoldását is. Az első világháború a szépen növekvő sportági szövetséget is visszavetette fejlődésében. A Tanácsköztársaság idején megtervezett sporttámogatás a bukást követően lekerült a napirendről. Hivatalos állami támogatás egyszerűen nem létezett. Néhány sportvezető áldozatos munkája, valamint az élvonalbeli versenyzők tehetsége és szorgalma biztosította a visszakerülést a nemzetközi élvonalba. A második világháborút követően kialakított állami támogatás új távlatokat nyitott a sportági szövetség életébe.

## Nemzetközi tagságai
- Teljes jogú tagja a Nemzetközi Úszószövetségnek (Fédération Internationale de Natation) (FINA).
- Teljes jogú tagja a Európai Úszószövetségnek (Ligue Européenne de Natation) (LEN).

## Elnökök
1907 betöltetlen
1908–1909 Virava János
1909 Brüll Alfréd
1910–1918 Virava János
1919–1924 Rőser Alfréd Edvin
1925–1926 Dormándy Géza
1927–1933 Homonnay Tivadar
1933–1944 Ifj. Horthy Miklós
1945–1950 Csont Ferenc
1951–1953 Kunsági Viktor
1954–1956 Taródi Zoltán
1957 Boros Ödön
1957–1963 Sásdi István
1972–1977 Ligeti László
1978 Nagy Tamás
1979–1980 betöltetlen
1981–1987 Sztanó Géza
1987–1989 Dénes Lajos
1990 Hargitay András (megbízott)
1991 Kiss László (megbízott)
1992 Zemplényi György
1992 Széchy Tamás (megbízott)
1993–2016 Gyárfás Tamás (a MOB alelnöke)
2017 Bienerth Gusztáv
2017– Wladár Sándor

## Főtitkárok
1907–1908 Kéler Tibor
1909 Moór Jenő
1910 Dr. Füzeséry Árpád
1911 Ifj. Támedly Mihály
1912–1918 Kiss Géza
1919–1920 Boros Ödön
1921 Komjádi Béla
1922–1923 Dr. Kéler Tibor
1924 Náday Jenő
1925 Zsoldos László
1926 Ember Károly
1927 Dr. Balogh László
1928–1944 Méray János
1945–1948 Dr. Réti Pál
1950–1957 Molnár Lajos
1957–1958 Dr. Bárány István
1959–1967 Maróti László
1967–1971 Dr. Kuti Lajos
1971–1972 Gallov Rezső
1973–1977 Grónai Alfonz
1977–1987 Ruza József
1987–1990 Osváth Sámuel
1990 Tóth Ákos
1991–1992 Balogh Gábor
1992–1993 Jákóné Szalma Borbála
1993–2011  Ruza József
2011–2015 Szabó Tünde
2015–2017 Szántó Éva
2017–2018 Batházi Tamás
2018–? Sió Zoltán